# Swaty (gromada)
Swaty – dawna gromada, czyli najmniejsza jednostka podziału terytorialnego Polskiej Rzeczypospolitej Ludowej w latach 1954–1972.
Gromady, z gromadzkimi radami narodowymi (GRN) jako organami władzy najniższego stopnia na wsi, funkcjonowały od reformy reorganizującej administrację wiejską przeprowadzonej jesienią 1954 do momentu ich zniesienia z dniem 1 stycznia 1973, tym samym wypierając organizację gminną w latach 1954–1972.
Gromadę Swaty z siedzibą GRN w Swatach utworzono – jako jedną z 8759 gromad na obszarze Polski – w powiecie garwolińskim w woj. warszawskim, na mocy uchwały nr VI/10/2/54 WRN w Warszawie z dnia 5 października 1954. W skład jednostki weszły obszary dotychczasowych gromad Swaty i Edwardów oraz kolonie Dąbia i Kazimierzyn z dotychczasowej gromady Dąbia Stara ze zniesionej gminy Ryki w tymże powiecie. Dla gromady ustalono 14 członków gromadzkiej rady narodowej.
1 stycznia 1956 gromada weszła w skład nowo utworzonego powiatu ryckiego w tymże województwie.
31 grudnia 1961 z gromady Swaty wyłączono kolonię Swaty o powierzchni około 60 ha, włączając ją do miasta Ryki w tymże powiecie, po czym gromadę Swaty zniesiono, włączając jej (pozostały) obszar do gromady Niwa Babicka tamże.